# Kruszyna (gemeente)
De gemeente Kruszyna is een landgemeente in het Poolse woiwodschap Silezië, in powiat Częstochowski.
De zetel van de gemeente is in Kruszyna.
Op 30 juni 2004 telde de gemeente 4890 inwoners.

## Plaatsen
- Baby
- Bogusławice
- Jacków
- Kijów
- Kruszyna
- Lgota Mała
- Łęg
- Pieńki Szczepockie
- Teklinów
- Widzów
- Widzówek
- Wikłów

## Oppervlakte gegevens
In 2002 bedroeg de totale oppervlakte van gemeente Kruszyna 93,42 km², waarvan:
- agrarisch gebied: 54%
- bossen: 38%

De gemeente beslaat 6,15% van de totale oppervlakte van de powiat.

## Demografie
Stand op 30 juni 2004:
| Omschrijving                   | Totaal | Totaal | Vrouwen | Vrouwen | Mannen | Mannen |
| ------------------------------ | ------ | ------ | ------- | ------- | ------ | ------ |
| eenheid                        | aantal | %      | aantal  | %       | aantal | %      |
| inwoners                       | 4890   | 100    | 2480    | 50,7    | 2410   | 49,3   |
| bevolkingsdichtheid (inw./km²) | 52,3   | 52,3   | 26,5    | 26,5    | 25,8   | 25,8   |

In 2002 bedroeg het gemiddelde inkomen per inwoner 1458,56 zł.

## Aangrenzende gemeenten
Gidle, Kłomnice, Ładzice, Mykanów, Nowa Brzeźnica, Radomsko